# Гранд-Біч (Мічиган)
Гранд-Біч (англ. Grand Beach) — селище (англ. village) в США, в окрузі Беррієн штату Мічиган. Населення — 310 осіб (2020).

## Географія
Гранд-Біч розташований за координатами 41°46′28″ пн. ш. 86°47′18″ зх. д. / 41.77444° пн. ш. 86.78833° зх. д. (41.774583, -86.788404).  За даними Бюро перепису населення США в 2010 році селище мало площу 2,35 км², уся площа — суходіл.

## Демографія
Згідно з переписом 2010 року, у селищі мешкали 272 особи в 133 домогосподарствах у складі 84 родин. Густота населення становила 116 осіб/км².  Було 414 помешкання (176/км²).
Расовий склад населення:
| - 100,0 % — білих |

До двох чи більше рас належало 0,0 %. Частка іспаномовних становила 1,8 % від усіх жителів.
За віковим діапазоном населення розподілялося таким чином: 15,8 % — особи молодші 18 років, 48,5 % — особи у віці 18—64 років, 35,7 % — особи у віці 65 років та старші. Медіана віку мешканця становила 60,2 року. На 100 осіб жіночої статі у селищі припадало 92,9 чоловіків;  на 100 жінок у віці від 18 років та старших — 90,8 чоловіків також старших 18 років.
Середній дохід на одне домашнє господарство  становив 133 151 долар США (медіана — 83 750), а середній дохід на одну сім'ю — 161 393 долари (медіана — 101 875). За межею бідності перебувало 3,9 % осіб, у тому числі 2,4 % дітей у віці до 18 років та 5,0 % осіб у віці 65 років та старших.
Цивільне працевлаштоване населення становило 101 осіб. Основні галузі зайнятості: освіта, охорона здоров'я та соціальна допомога — 35,6 %, фінанси, страхування та нерухомість — 17,8 %, виробництво — 12,9 %, науковці, спеціалісти, менеджери — 11,9 %.